# Hephaistos

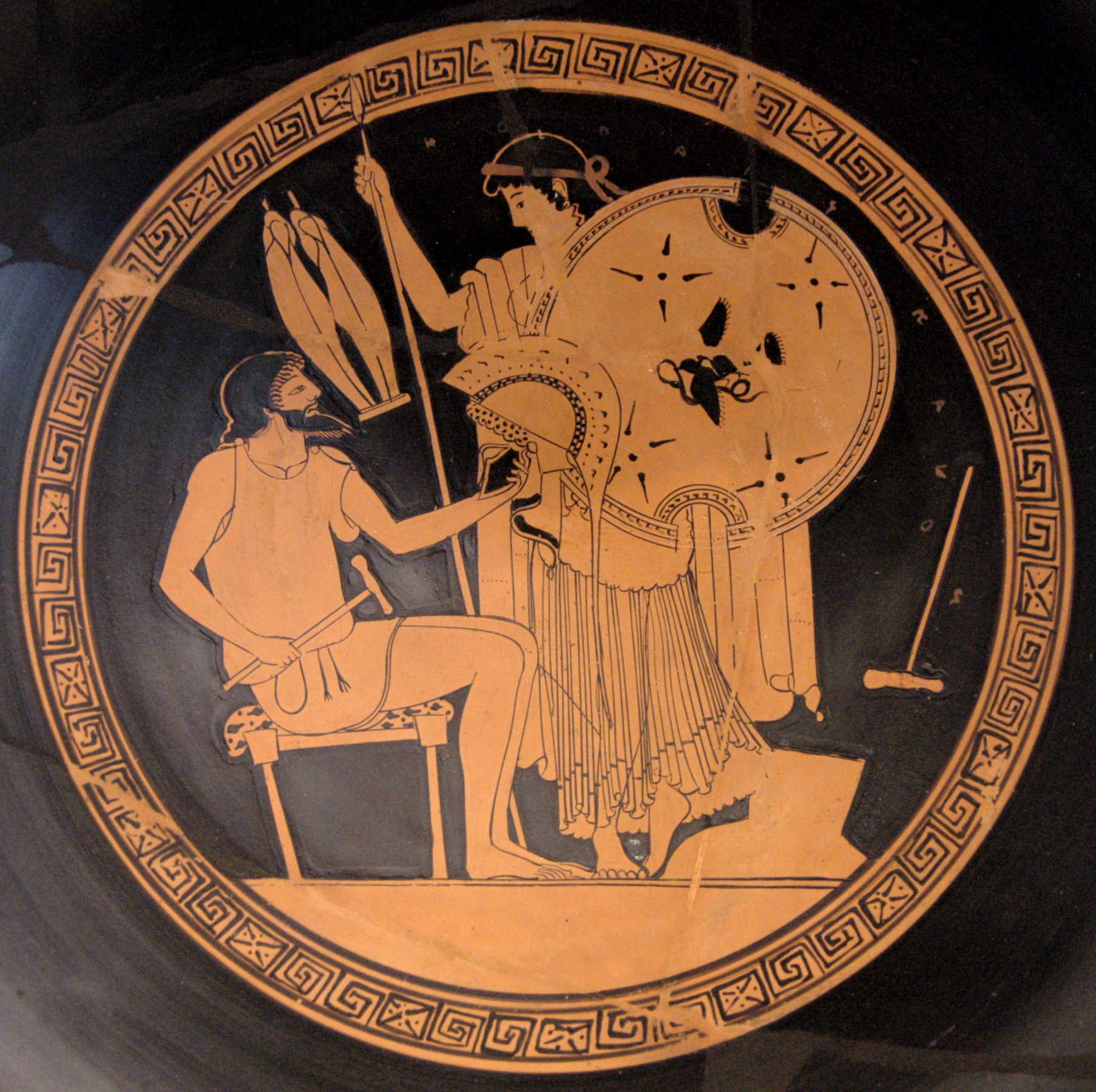
Hephaistos übergibt Thetis die Waffen für Achilleus (Innenbild der Namensvase des Erzgießerei-Malers, 490-480 v. Chr.; Altes Museum, Berlin)

Hephaistos (altgriechisch Ἥφαιστος Hḗphaistos, lateinisch Hephaestus, eingedeutscht Hephäst) ist in der griechischen Mythologie der Gott des Feuers, der Schmiedekunst und der Vulkane. Er gehört zu den zwölf olympischen Gottheiten. Er entspricht Vulcanus in der römischen Mythologie.
Hephaistos war für das gesamte künstlerische Spektrum der Metallverarbeitung „zuständig“, einschließlich der Herstellung von Geschmeide, Waffen, sakral-rituellen und profanen Gebrauchsgegenständen. Der ihm geweihte Tempel des Hephaistos im Zentrum Athens gehört zu den besterhaltenen griechischen Tempeln.

## Mythos

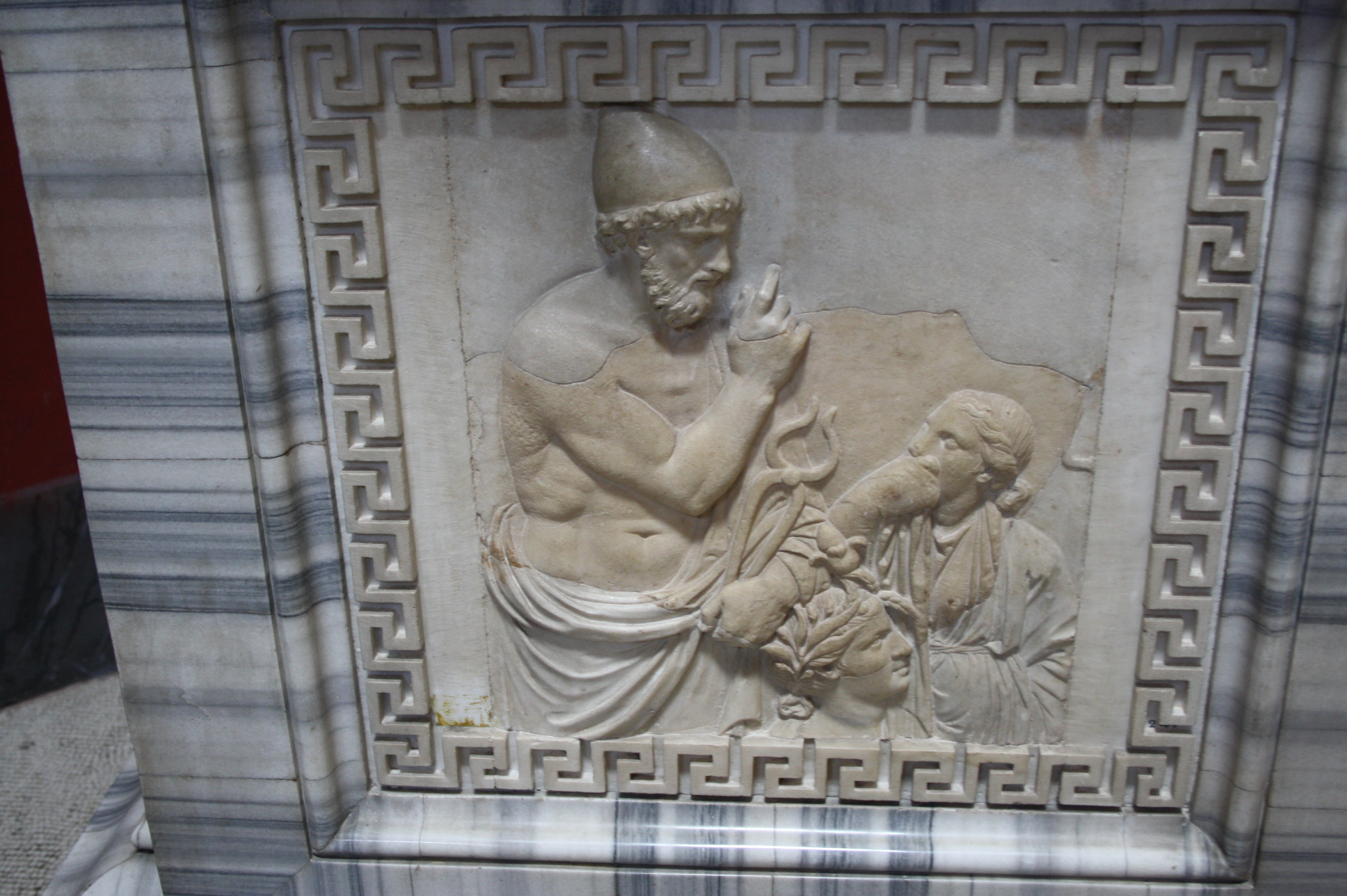
Darstellung des Hephaistos, neo-attisches Relief, Vatikanische Museen

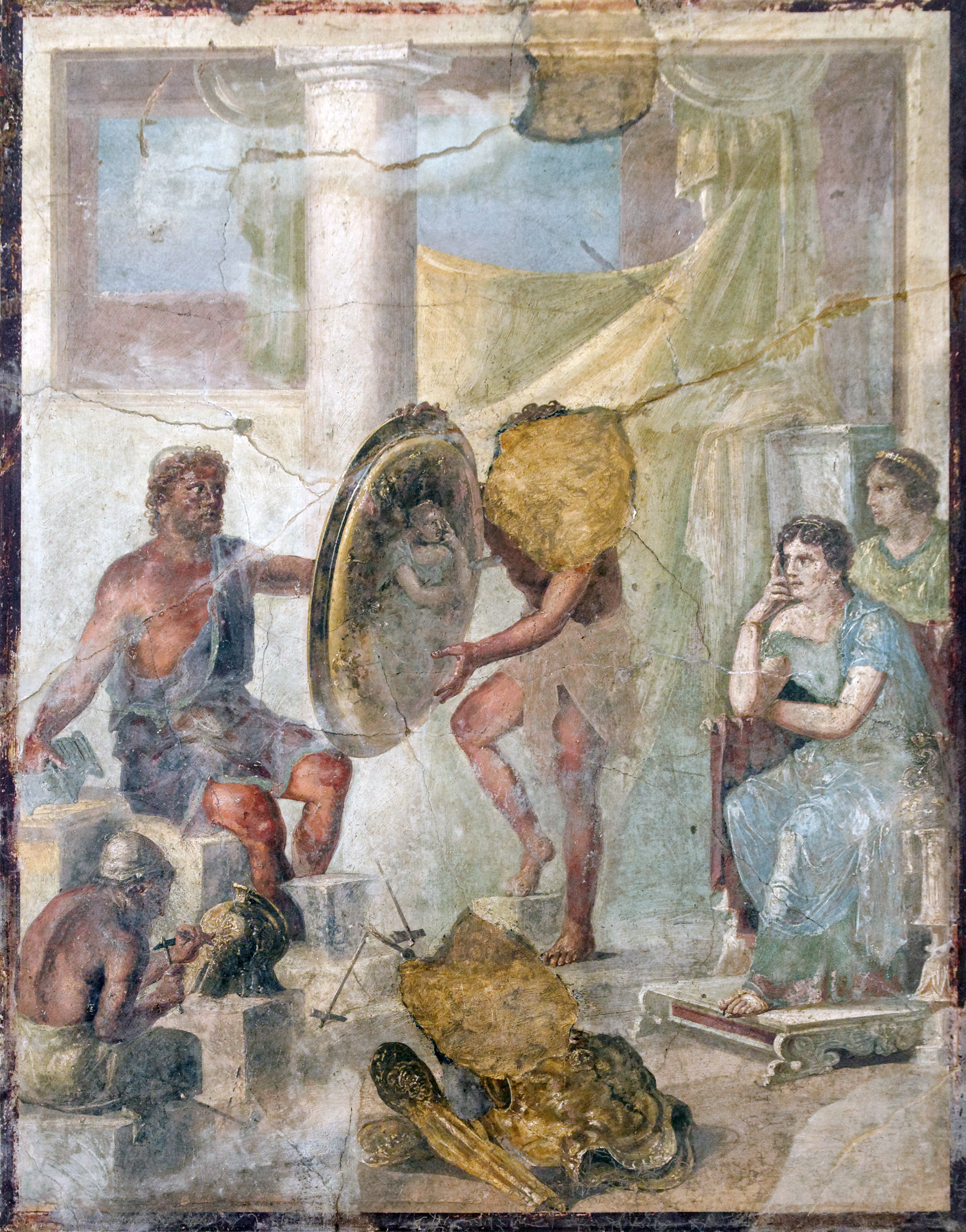
Thetis in der Schmiede des Hephaistos (Fresko aus Pompeji, Archäologisches Nationalmuseum Neapel)

Der Sohn des Zeus und der Hera (oder von Hera in Parthenogenese erzeugt) wurde, da er klein, hässlich und schreiend auf die Welt kam oder bereits lahm war, von seiner Mutter vom Olymp geschleudert und fiel bei der Insel Lemnos in den Okeanos. In anderen Versionen ist es Zeus, der Hephaistos vom Olymp schleudert, wodurch Hephaistos sich für alle Zeit den Fuß verletzt. Sein Kult war wegen der Vulkantätigkeit der Insel Lemnos von dort ausgegangen, die Römer lokalisierten seine Werkstätte unter dem Ätna. In Lemnos wurde er nach seinem Aufprall von der Nereide Thetis und der Okeanide Eurynome gerettet, gesundgepflegt und aufgezogen. Bei ihnen lernte er die Schmiedekunst und fertigte ihnen Schmuck. Lange Zeit später, im Trojanischen Krieg, wird Thetis Hephaistos aufsuchen und eine Rüstung für ihren Sohn Achilleus erbitten, was dieser aus Dankbarkeit gegenüber Thetis tut. Ausführlich wird in der Ilias die Verzierung des Schildes von Achill mit Szenen aus dem damals zeitgenössischen Griechenland beschrieben.
Erwachsen, schickte er seiner Mutter einen goldenen Thron. Als sich Hera darauf setzte, wurde sie gefesselt und niemand konnte sie befreien. Nachdem die Bemühungen anderer Götter Hephaistos nicht zur Rückkehr auf den Olymp zu bewegen vermochten, berauschte Dionysos Hephaistos mit Wein, band ihn auf einen Esel und transportierte ihn auf den Olymp zurück. Die Rückführung des Hephaistos ist ein Bildmotiv auf zahlreichen Vasen.
Nach einer anderen Darstellung soll Hephaistos bei einem Streit von Zeus und Hera die Mutter unterstützt haben, worauf ihn der Vater am Fuß packte und vom Olymp herabwarf. Ein thrakischer Volksstamm, die Sintoi, der nach Lemnos ausgewandert war (dort fiel Hephaistos ins Meer), pflegte ihn gesund, aber ein Hinken blieb.
Zur Versöhnung beschloss Zeus, ihm Aphrodite zur Frau zu geben. Doch Aphrodite betrog ihn unter anderem mit Ares. Hephaistos erfuhr davon und fertigte ein kunstvolles, unzerstörbares Netz, das er am ehelichen Bette befestigte. Als sich – so berichtet es Homer – Aphrodite und Ares in dem Bett vergnügten, wurden sie in diesem Netz gefangen, und Hephaistos rief die anderen Götter herbei, die bei dem Anblick in ein schallendes Gelächter ausbrachen, das sprichwörtliche „Homerische Gelächter“. Daraufhin trennten sich Hephaistos und Aphrodite.
Die Werkstätten des Hephaistos befanden sich unter dem Vulkanon auf Lemnos, wo die Zyklopen seine Schmiedegesellen waren. Weitere Gehilfen waren Bia (= Kraft) und Kratos (= Stärke).
Als Geburtshelfer erwies er sich, als Athena dem Kopf des Zeus entsprang („Hephaistosschlag“). Als Dank soll ihm Zeus Athena als Braut zugedacht haben. Athena verschwand jedoch; als Hephaistos sie eingeholt hatte und sich mit ihr vereinigen wollte, fiel sein Samen auf den Schenkel der Göttin, die ihn mit einem danach auf die Erde geworfenen Wollfetzen (ἔριον érion, deutsch ‚Wolle‘) wegwischte. So wurde Erichthonios, der legendäre Held der Athener, von Gaia („Erde“) geboren. Nach Augustinus, der eine andere volksetymologische Namenserklärung bietet, stammt der Namensbestandteil Eri- von ἔρις éris, deutsch ‚Streit‘ – dem Streit zwischen Hephaistos und Athena. Auch die Aglaia, eine der drei Chariten (Töchter des Zeus und der Eurynome), soll der „ruhmreiche Hinkfuß“ Hephaistos geschwängert haben. Hesiod verschweigt allerdings den Namen des Kindes.
Als sein Kind gilt der Bildhauer Ardalos, zudem der keulenschwingende Räuber Periphetes, den Theseus erschlug.

## Werke des Hephaistos
In seiner unterirdischen Schmiede fertigt Hephaistos seine berühmtesten Werke, die Attribute der Götter und Waffen von Helden:
- zwei mechanische (goldene) Dienerinnen[18]
- Tor des Palastes und eherne Hallen auf dem Olymp als Wohnung der Götter[19]
- Thron für Hera mit unsichtbarer Fessel[20]
- Zepter[21] und Donnerkeil für Zeus
- den Wagen des Helios
- der Halsschmuck der Harmonia[22]
- die Aigis der Athena
- die Feuerspeienden Stiere des Aietes (im Auftrag von Zeus)[23]
- Gestalt der Pandora (als Gattin für Epimetheus)[24]
- Bogen der Artemis
- Pfeile für Apollon und Artemis[25]
- Fangnetz für seine mit Ares untreue Gattin Aphrodite[26]
- Kette, um Prometheus an den Kaukasus zu fesseln[27]
- die Rüstung des Ares
- Waffen und Schild des Achilles (im Auftrag der Thetis)[28]
- Schild des Aeneas (im Auftrag der Aphrodite)
- Talos, den Bronzeriesen, der Kreta bewachte[29]
- Zweizack des Hades
- Dreizack des Poseidon

## Schmiedegötter in anderen Kulturen
Hephaistos ist der einzige Handarbeiter unter den olympischen Gottheiten. Das könnte auf eine religiöse Bedeutung der Schmiedekunst weisen. Der Topos vom „Schmiedegott“ kommt auch in der finnischen Mythologie vor (Ilmarinen), und ein „lahmer Schmied“ erscheint in der germanischen Sage (Wieland der Schmied). Dies hat zu der Vermutung geführt, es handle sich hier um ein europäisches Wandermotiv. Die Brüder Grimm fanden eine Ähnlichkeit zum nordischen Loki. Wahrscheinlicher ist jedoch eine Verwandtschaft zu kleinasiatischen und syrischen Schmiedegöttern, wie Pygmalion, Kinyras und Kothar.
Siehe den Hauptartikel: Schmied in der Kultur.

## Kunst
Der schmiedende Hephaistos wird in der bildenden Kunst auch nach der Antike noch oft dargestellt, beispielsweise von Tintoretto, Bassano, Rubens, Tiepolo, Velázquez und van Dyck.

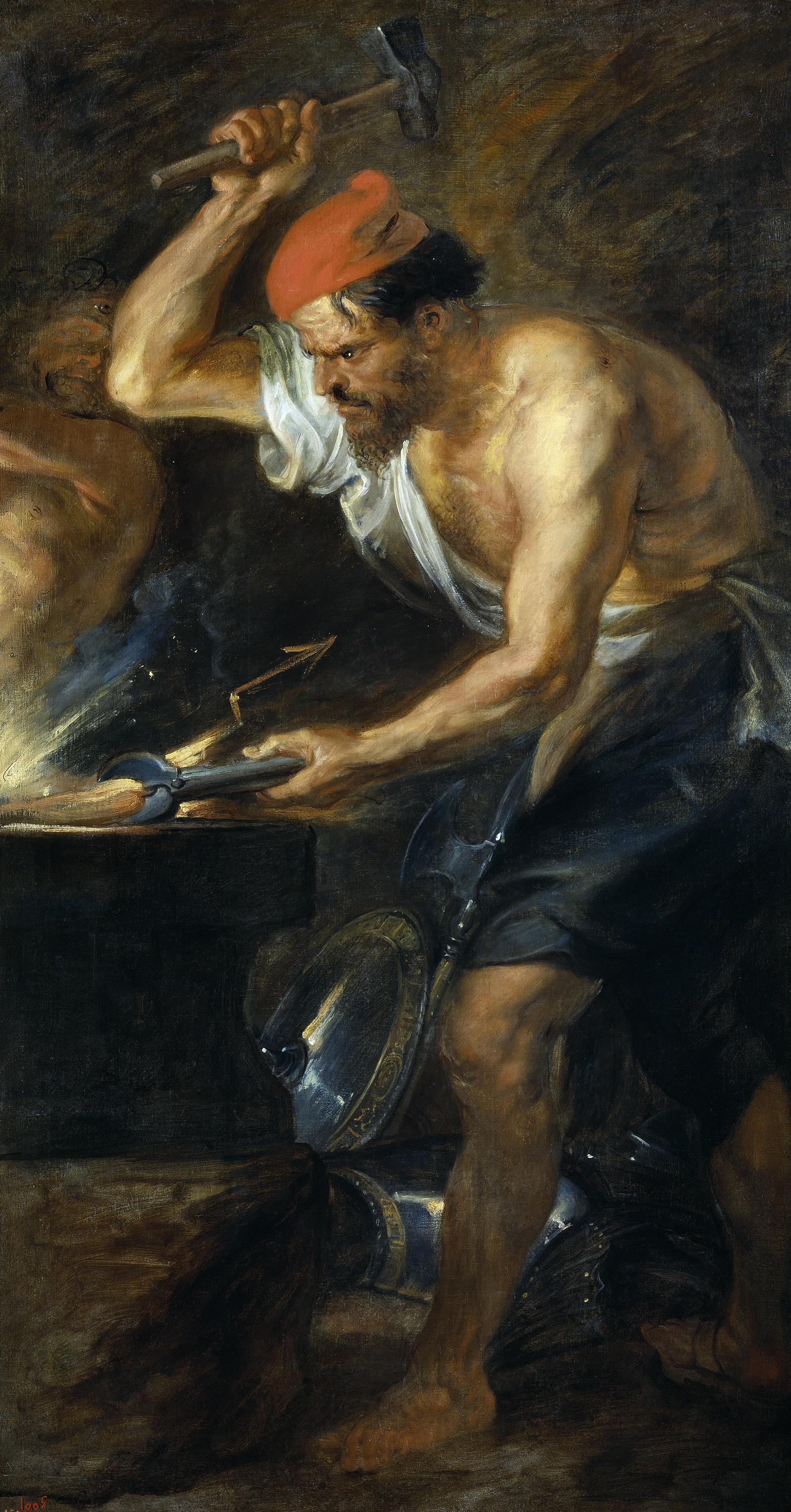
Hephaistos schmiedet die Donnerkeile für Zeus von Rubens
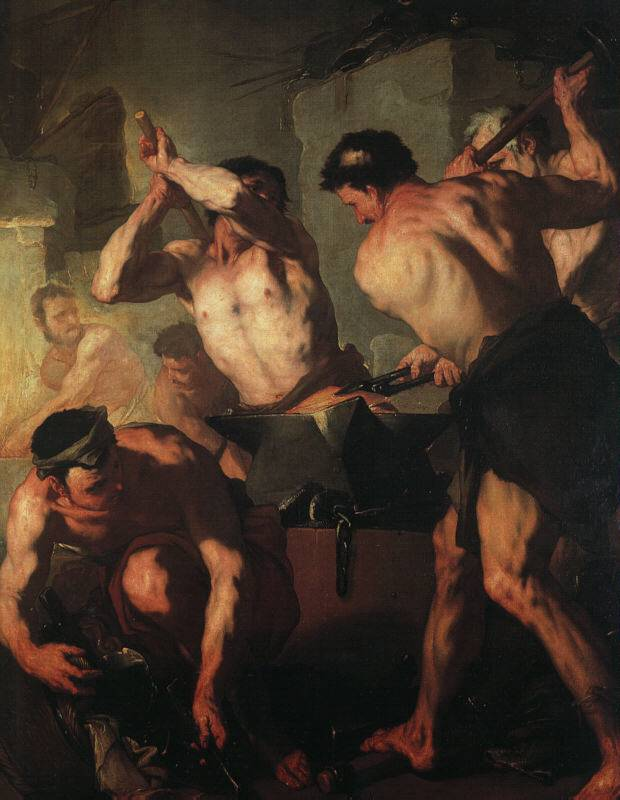
Schmiede des Vulcanus von Giordano
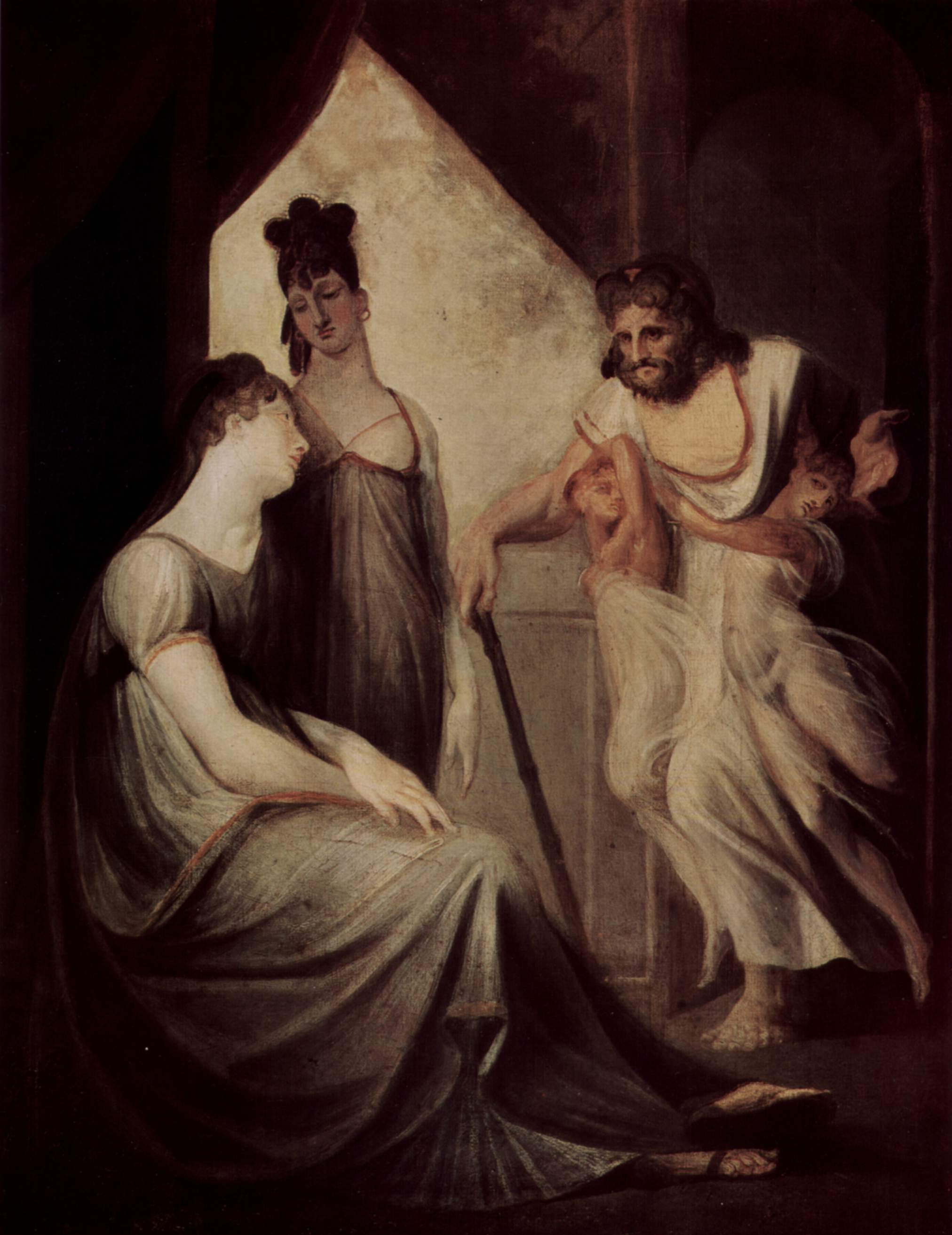
Thetis bittet Hephäst, für Achill eine Rüstung zu schmieden von Füßli
Schmiede des Vulcanus von Velázquez

## Trivia
Die Studiensammlung des Instituts für Europäische Kunstgeschichte an der Ruprecht-Karls-Universität Heidelberg bezeichnet ihre Studiensammlung zu gefälschter Kunst mit dem Akronym HeFäStuS (für Heidelberger Fälschungs-Studien-Sammlung) in Anlehnung an die lateinische Namensform Hephaestus. 